# 奥斯曼·卡瓦拉
奥斯曼·卡瓦拉（土耳其語：Osman Kavala，1957年10月2日—）是土耳其商人、社會運動家、慈善家。自1990年代初以来，卡瓦拉一直支持众多民间社会组织的發展。他是總部位于伊斯坦布尔的非營利艺术和文化组织阿纳多卢文化基金会（Anadolu Kültür AŞ）的创始人和董事会主席。该組織支持土耳其和亚美尼亚人之间的和解以及和平解决库尔德问题。

## 逮捕和開庭
2017年10月18日，奥斯曼·卡瓦拉在访问加濟安泰普討論与歌德学院的合作項目後，在伊斯坦堡阿塔圖克機場被拘留 。2017年10月25日，一家与埃尔多安政府关系密切的媒體《每日晨报》指责奥斯曼·卡瓦拉是“背景阴暗的商业大亨”，并与居伦运动有联系。2017年11月1日，他因被指觸犯土耳其刑法第309条和第312条而被正式逮捕。理由是在2013年土耳其反政府抗议运动中企图推翻政府。2020年2月18日，卡瓦拉被无罪释放。
2020年2月18日，在他被无罪释放数小时后，伊斯坦布尔首席检察官要求根据第309条继续拘留卡瓦拉。檢察官指控卡瓦拉参与2016年土耳其政變。2020年2月19日，他因被指觸犯土耳其刑法第309条再次被捕。他于2020年3月20日再次被无罪释放。
2020年3月9日，卡瓦拉因被指觸犯土耳其刑法第328条再次被捕。3月10日，欧洲人权法院對卡瓦拉做出裁决並指出，没有足够的证据證明卡瓦拉犯下土耳其檢察官所做出的指控，欧洲人权法院还要求土耳其政府「采取一切措施，结束对奥斯曼·卡瓦拉的拘留，并确保他立即获释」。
2021年10月23日，美国、德国、加拿大、丹麦、芬兰、法国、荷兰、新西兰、挪威和瑞典等十國駐土耳其大使馆呼籲土耳其政府釋放卡瓦拉。随后土耳其总统埃尔多安發表聲明宣佈十國大使為不受歡迎人物。2天后，美国大使馆率先发表声明，称将继续遵守《維也納外交關係公約》第41条（不干涉驻在国内政之义务），其他使馆随后转发了此声明或发布了类似声明，意即不再要求释放卡瓦拉。作为回应，埃尔多安也收回了之前的“逐客令”。